# Шектман, Осси
Оскар Бенджамин «Осси» Шектман (англ. Oscar Benjamin "Ossie" Schectman; 30 марта 1919, Кью-Гарденс, Куинс, Нью-Йорк — 30 июля 2013, Делрей-Бич, Флорида) — американский баскетболист, двукратный победитель Национального пригласительного турнира (1939, 1941), двукратный чемпион Американской баскетбольной лиги (1943, 1945). Известен как автор первого результативного броска в истории НБА.

## Биография
Осси Шектман родился в Нью-Йорке в семье еврейских иммигрантов из России. Кроме него, в семье было ещё четверо детей. Осси учился играть в баскетбол, бросая мяч между ступенями пожарной лестницы своего многоэтажного дома. Позднее он играл в команде бруклинской средней школы им. Сэмюэла Дж. Тилдена.
В 1938 году Шектман поступил в университет Лонг-Айленда, где быстро стал одним из ведущих игроков баскетбольной сборной, выступая на позициях защитника и нападающего. В 1939 году команда университета завершила регулярный сезон с балансом встреч 21:0 и затем выиграла Национальный пригласительный турнир. Через два года сборная университета Лонг-Айленда снова выиграла Национальный пригласительный турнир, завершив сезон с общим балансом встреч 22:2, а сам Осси попал в символическую любительскую сборную Северной Америки. Позднее, когда в университете Лонг-Айленда открылся зал спортивной славы, Осси Шектман оказался одним из 11 спортсменов, включённых в его списки в первый год.
По окончании университета Шектман начал профессиональную баскетбольную карьеру, присоединившись к одной из ведущих команд Американской баскетбольной лиги «Филадельфия СФХАс» (en:Philadelphia Sphas — в честь Еврейской спортивной ассоциации Филадельфии, спонсировавшей её в первые годы существования). В его второй сезон в команде «Филадельфия» выиграла чемпионат АБЛ, а на следующий год Осси занял второе место в списке лучших бомбардиров лиги с 10,5 очками за игру. В сезоне 1944/45 годов он выиграл с «Филадельфией» ещё один чемпионский титул АБЛ.
В 1946 году Шектман расстался с АБЛ, перейдя в только что созданную Баскетбольную ассоциацию Америки — предшественницу Национальной баскетбольной ассоциации. Там он присоединился к команде «Нью-Йорк Никербокерс» (или, сокращённо, «Никс»), костяк которой составляли бруклинские евреи, став её капитаном. В первой игре новой лиги «Никс» победили команду «Торонто Хаскис» в «Мэйпл Лиф-гарденс» — ледовом дворце спорта, обычно служившем домашним стадионом для команды НХЛ «Торонто Мейпл Лифс». Первый мяч в игре, и во всей истории БАА, забросил Шектман примерно через минуту после начала матча, получив пас под кольцо. В общей сложности за сезон 1946/47 годов Шектман провёл в «Никс» 54 матча, включая плей-офф, где нью-йоркская команда уступила в полуфинале будущим чемпионам — клубу «Филадельфия Уорриорз». В среднем он набирал за игру 8,1 очка (третий результат в команде после Бада Палмера и Сонни Герцберга) и 2 результативных передачи (третий результат во всей лиге). Его общая зарплата за сезон составила 9000 долларов, включая тысячу долларов бонуса за выход в плей-офф (общая зарплата всех игроков «Никс» в этом сезоне достигла 60 тысяч долларов).
После одного сезона в БАА Шектман вернулся в АБЛ, где провёл год в команде «Патерсон Кресентс», которую довёл до финальной серии сезона 1947/48 годов. После этого он окончательно расстался с баскетболом, более тридцати лет в дальнейшем проработав продавцом одежды на Манхэттене. После ухода на пенсию он жил сначала во Флориде, а последние годы жизни — в городке Ардсли (округ Уэстчестер, штат Нью-Йорк). Его жена Эвелин умерла в 2011 году, а сам Осси скончался в июле 2013 года на 94-м году жизни, оставив после себя двоих сыновей и двоих внуков.

## Признание
Личность автора первого результативного броска в истории БАА (и, по праву преемственности, НБА) долгие годы оставалась вне поля интереса спортивных журналистов и историков. Только после того, как в 1988 году Рики Грин набрал пятимиллионное очко в истории лиги, начался поиск авторов предыдущих вех. Позднее этот бросок дал название документальному фильму об истории еврейского баскетбола в США «Первый мяч» (англ. The First Basket), вышедшему на экраны в 2008 году.
В 1998 году имя Осси Шектмана было включено в списки Национального еврейского спортивного зала славы США. Он также является членом Зала спортивной славы Нью-Йорка.

## Статистика

### Статистика в БАА
| Сезон                                                                                    | Команда  | Регулярный сезон | Регулярный сезон | Регулярный сезон | Регулярный сезон | Регулярный сезон | Регулярный сезон | Регулярный сезон | Регулярный сезон | Регулярный сезон | Регулярный сезон | Регулярный сезон | Серия плей-офф | Серия плей-офф | Серия плей-офф | Серия плей-офф | Серия плей-офф | Серия плей-офф | Серия плей-офф | Серия плей-офф | Серия плей-офф | Серия плей-офф | Серия плей-офф |
| Сезон                                                                                    | Команда  | GP               | GS               | MPG              | FG%              | 3P%              | FT%              | RPG              | APG              | SPG              | BPG              | PPG              | GP             | GS             | MPG            | FG%            | 3P%            | FT%            | RPG            | APG            | SPG            | BPG            | PPG            |
| ---------------------------------------------------------------------------------------- | -------- | ---------------- | ---------------- | ---------------- | ---------------- | ---------------- | ---------------- | ---------------- | ---------------- | ---------------- | ---------------- | ---------------- | -------------- | -------------- | -------------- | -------------- | -------------- | -------------- | -------------- | -------------- | -------------- | -------------- | -------------- |
| 1946/47                                                                                  | Нью-Йорк | 54               |                  |                  | 27,6             |                  | 62,0             |                  | 2,0              |                  |                  | 8,1              | Не участвовал  | Не участвовал  | Не участвовал  | Не участвовал  | Не участвовал  | Не участвовал  | Не участвовал  | Не участвовал  | Не участвовал  | Не участвовал  | Не участвовал  |
|                                                                                          | Всего    | 54               |                  |                  | 27,6             |                  | 62,0             |                  | 2,0              |                  |                  | 8,1              | Не участвовал  | Не участвовал  | Не участвовал  | Не участвовал  | Не участвовал  | Не участвовал  | Не участвовал  | Не участвовал  | Не участвовал  | Не участвовал  | Не участвовал  |
| Наведите курсор мыши на аббревиатуры в заголовке таблицы, чтобы прочесть их расшифровку. |          |                  |                  |                  |                  |                  |                  |                  |                  |                  |                  |                  |                |                |                |                |                |                |                |                |                |                |                |